# Potosi, Wisconsin
Potosi là một làng thuộc quận Grant, tiểu bang Wisconsin, Hoa Kỳ. Năm 2006, dân số của làng này là 711 người.